# 15e régiment du train
Le 15e régiment du train est un régiment de l'armée française.

## Historique des garnisons, combats et batailles du15erégimentdu train

### De 1945 à nos jours
Le CEMAT (Chef d'État-Major de l'Armée de Terre) a dissous le jeudi 19 mai 2011 au soir à Limoges l'état-major de force ne4 (EMF4) et son unité de soutien, le 15e bataillon de train (15e BT). L'étendard de ce dernier a été symboliquement roulé devant le patron de l'armée de terre. Cet emblème portait les noms de trois batailles : Russie 1812, Orient 1916, Verdun 1917. La cérémonie s'est tenue aux Champs de Juillet, dans le centre de la ville, dont la tradition militaire était ancienne.

## Étendard
Il porte, cousues en lettres d'or dans ses plis, les inscriptions suivantes:
- Russie 1812
- Orient 1916
- Verdun 1917

## Devise
Fierté et Solidarité[réf. nécessaire]

## Personnalités ayant servi au régiment
- Paul Carbone (1894-1943), criminel corse, y est affecté lors de la mobilisation de 1939[3].
- Jules Muracciole (1906-1995), Compagnon de la Libération, y est également mobilisé en 1939.